# Ceratiomyxa sphaerosperma
Ceratiomyxa sphaerosperma is een slijmzwam uit de familie Ceratiomyxidae. 

## Kenmerken
Ceratiomyxa sphaerosperma heeft vruchtlichamen van 1,5 mm hoog. De kleur is melkachtig wit. De steel is 1 mm hoog en bevat aan de top sporogene takken. De sporen zijn glad, bolvormig tot subbolvormig sporen, hyaliene en meten (6,0) 7,5-9,0 (11,0) µm in diameter.

## Verspreiding
Ceratiomyxa sphaerosperma komt overwegend in tropische of subtropische gebieden voor.

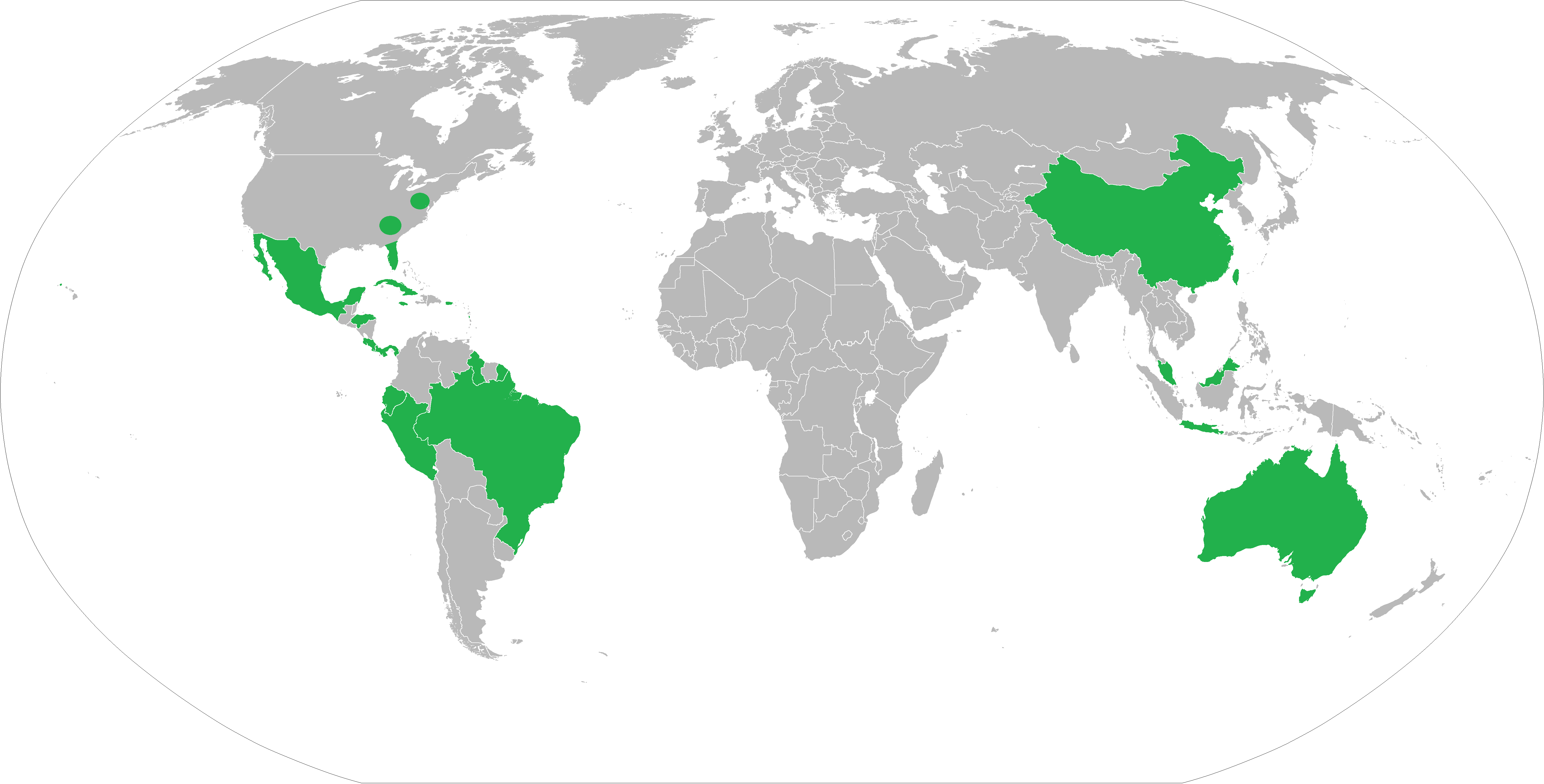
Verspreidingsgebied